# Banu Du'il ibn Bakr
I Banū Duʾil ibn Bakr ibn ʿAbd Manāt ibn Kināna (in arabo بنو الدؙّ ٸل ﺑﻦ ﺑﻜﺮ ﺑﻦ ﻋﺒﺪ ﻣﻨﺎة ﺑﻦ ﻛﻨﺎﻧـة‎?), talora chiamati Banū al-Dīl b. Bakr b. ʿAbd Manāt b. Kināna, furono un sottogruppo tribale della Penisola Araba, vassallo dei Banū Ḥanīfa e appartenente alla più vasta stirpe dei Banū Kināna, a sua volta facente parte dei Banū Rabīʿa.
Insediati in Ḥijāz e dediti a un piccolo nomadismo, vivevano in sostanziali buoni rapporti con le varie tribù arabe ed ebraiche delle principali città della regione: la Mecca, Yathrib e Ṭāʾif. Non senza sporadici attriti, però, come quelli che indussero la tribù a partecipare alla Guerra di Fijar, dalla parte dei B. ʿĀmir b. Ṣaʿṣaʿa (alleati coi B. Hawāzin), con un loro gruppo di guerrieri, comandati dal sayyid Muʿāwiya b. Ṣakhr b. Yaʿmūr b. Nufātha.
A questo gruppo tribale appartennero Abu l-Aswad al-Du'ali, generosamente indicato come creatore della prima grammatica della lingua araba, e ʿAbd Allāh ibn Arqaṭ, che funse nel 622 da guida per i fuggiaschi Maometto e Abū Bakr che, con la loro Egira, dalla natia Mecca intendevano raggiungere Yathrib (più tardi Medina).
Fu infine un gruppo di uomini dei B. al-Duʾil (alleati dei Quraysh ancora pagani) a infrangere nel novembre del 629 l'accordo di al-Hudaybiyya aggredendo, per antiche inimicizie mai composte, un gruppo dei Banu Khuza'a, alleati di Medina e dei musulmani, fornendo il destro a Maometto per dichiarare rotta la tregua e intraprendere la sua vittoriosa marcia armata sulla Mecca, conquistata nel 630.